# الجليبة
الجليبة منطقة عراقية في ناحية الفضلية، بمحافظة ذي قار بصحراء الدبدبة بالبادية العراقية جنوب العراق، فيها بئر غزيرة مالحة عمقها عشرون متراً. وفيها محطة قطار الجليبة القديمة التي بُنيت سنة 1917، ثم صارت مَعلماً للحدّ الفاصل بين محافظة البصرة ومحافظة ذي قار، وفيها مطار الجليبة العسكري الثانوي الذي وقعت بها معركة مطار الجليبة.

## معنى الجليبة
قال أنستاس الكرملي في مجلة لغة العرب "إذا سافرت من البصرة راكبا القطار، ومصعدا إلى بغداد، فإنك تقف في مرحلة تسمى (جليبة) وذلك قبل وصولك إلى اور (أو المقير كما يسميها العرب) بمرحلتين فما معنى جليبة؟ جليبة وهي لفظ قليبة على الطريقة البدوية العراقية. لغة في القليب. والقليب بئر كبيرة وأكثر ما تكون عادية مطوية (أي قديمة مبنية من داخلها) سبب تسمية الموضع بجليبة أن هناك بئرا مطوية عادية، قد طوى من أعلاها إلى أسفلها نحو من 6 إلى 7 أمتار، وما بقي منها محفور في صخرة قائمة في بطن الأرض. وهي على بعد مائتي متر من المحطة عمقها من فوهتها إلى قعرها 13 باعا أو 75 قدما أو 23 مترا. وقبل احتلال الإنكليز لهذه الديار العراقية، كان الناس يستقون منها بدلو معقودة بها طاباقة (آجرة) لتغوص الدلو بسهولة إذا ما انحدرت في الماء. والدلو معلقة برشاء والرشاء مشدود أبدا ببكرة قائمة على عودين مغروزين على فوهة تلك البئر.
أما اليوم فقد أبدلت الدلو من صندوق صفيح (تنك) مربع عميق لأنه أخف من الدلو وأصبر على الصدمات، وقد رفع ما حول البئر لكي لا يهوى فيها أوساخ الدواب التي تنتابها بمئات بل بألوف على اختلاف ضروبها. ولهذا ترى ماء تلك البئر نظيفا عذبا وبدرجة واحدة من الحرارة. وقطر دائرة هذا الارتفاع نحو 9 أقدام (أو نحو ثلاثة أمتار) أو اكثر بقليل، ولا يستقي من القليب (البئر) إلاَّ امرأة وهي تجلس على فوهته، فتجر الرشاء هبوطا وصعودا، ولا يتعرض لهذا الاستقاء رجل لأن هذه المهنة في العراق لا تليق إلا بالنساء، وإذا نشلت المرأة صندوق الماء، صب رجل هناك ما فيه في حفرة اتخذت ثم على حلقة جرن وقد خدت في صدر القليب، فتتقدم حينئذ البهائم على اختلاف ضروبها لتشرب وترد، وليس في المحطة المذكورة بناء ولا بيت ولا مأوى مهما كان شكله.
يزعم بعض الأهالي المنتشرين في ذلك الصقع أن جليبة هي بئر ربقة المذكورة في التوراة. فقد جاء في الإصحاح الرابع والعشرين من سفر الخلق (ذهب عبد إبراهيم إلى ارم النهرين إلى مدينة ناحور) (فأناخ الجمال خارج المدينة على بئر الماء عند العشاء وقت خروج المستقيات. وقال: أيها الرب اله مولاي إبراهيم يسر لي اليوم وارحم مولاي إبراهيم؛ ها أنا ذا واقف على عين الماء، وبنات أهل المدينة خارجات ليستقين ماء. فليكن أن الفتاة التي أقول لها أميلي جرتك حتى اشرب، فتقول: اشرب وأنا اسقي جمالك أيضا. تكون هي التي عينتها لعبدك اسحق وبها اعلم انك رحمت مولاي) ومما يسوق الآهلين إلى التمسك بهذا الرأي جماعة من الإنكليز الذين يقدمون إلى العراق ويزورون (اورا) فيرون أن هذه البئر هي موافقة لنصوص أي التوراة، ولا يحسن بالباحث أن يبحث عنها في غير هذا الموضع. أفمن الصواب إن يتمسك بهذا الرأي؟.
نحن لا نرى أن بئر ربقة هي جليبة بل بئر ربقة هي بئر في ظاهر حران من مدن الجزيرة. ولذلك أسباب: منها: 
- إن التوراة تذكر أن اليعازر أو عبد إبراهيم ذهب إلى ارم النهرين والمراد بارم النهرين شمالي الجزيرة وليس جنوبي العراق.
- أمر إبراهيم عبده بأن يذهب إلى أرضه وإلى عشيرته. والحال إن عشيرة إبراهيم كلها غادرت (اور الكلدانيين) وذهبت فأقامت في حران.
- إن اليعازر عبد إبراهيم لم يصل إلى اور بل إلى مدينة ناحور. ومدينة ناحور هي حرّان لا اور.
- إن البئر كانت في ظاهر المدينة والحال أن جليبة بعيدة عن اور نحو 16 ساعة أو اكثر وليس في ظاهر اور بئر أبدا.
- كانت بئر ربقة بئر عين لا بئر صهريج. وبئر جليبة ليست عيناً.
- كانت تلك العين قريبة القعر إلى من ينزل فيها. والحال إن جليبة عميقة كما تقدم وصف عمقها لك.
- بينما كان اليعازر بقرب البئر ذهبت ربقة إلى بيتها لتخبر أمها بما وقع فأسرع أخوها لأبان إلى الرجل إلى العين ودعاه إلى المبيت. وهذا الأمر لا يتحقق إذا كانت المدينة (اورا) والبئر (جليبة) إذ لا يمكن الذهاب إلى البئر إلاَّ بعد يومين سيرا على القدم. فكيف تم الأمر في سويعات؟".[4]

## وصلات خارجية
موقع محطة قطار جليبة وفي شمالها الغربي محطة قطار تل اللحم في خارطة لواء المنتفق (ذي قار)